# Variabile SX Phoenicis
Una variabile SX Phoenicis è un tipo di stella variabile originata da stelle vagabonde blu (in inglese blue straggler). Questo tipo di stelle hanno una classe compresa fra A2 e F5 e mostrano variazioni fino a circa 0,7 magnitudini in brevi periodi che vanno da 0,04 a 0,08 giorni (0,7–1,9 ore). Esse sembrano manifestare una relazione periodo-luminosità. Sono stelle subnane povere di metalli che solitamente fanno parte dell'alone galattico o di ammassi globulari e che hanno un alto moto proprio nello spazio. Queste caratteristiche le distinguono dalle più conosciute, e per certi versi simili, variabili Delta Scuti, che presentano invece metallicità più elevate, periodi più lunghi e variazioni maggiori.
Il prototipo di questo tipo di variabili è SX Phoenicis, una stella bianca di classe A2 che mostra un'oscillazione della sua luminosità di 0,77 magnitudini in un periodo di 0,055 giorni (1,3 ore).